# Villemur-sur-Tarn
Villemur-sur-Tarn là một xã thuộc tỉnh Haute-Garonne trong vùng Occitanie tây nam nước Pháp. Xã này nằm ở khu vực có độ cao trung bình 98 mét trên mực nước biển.

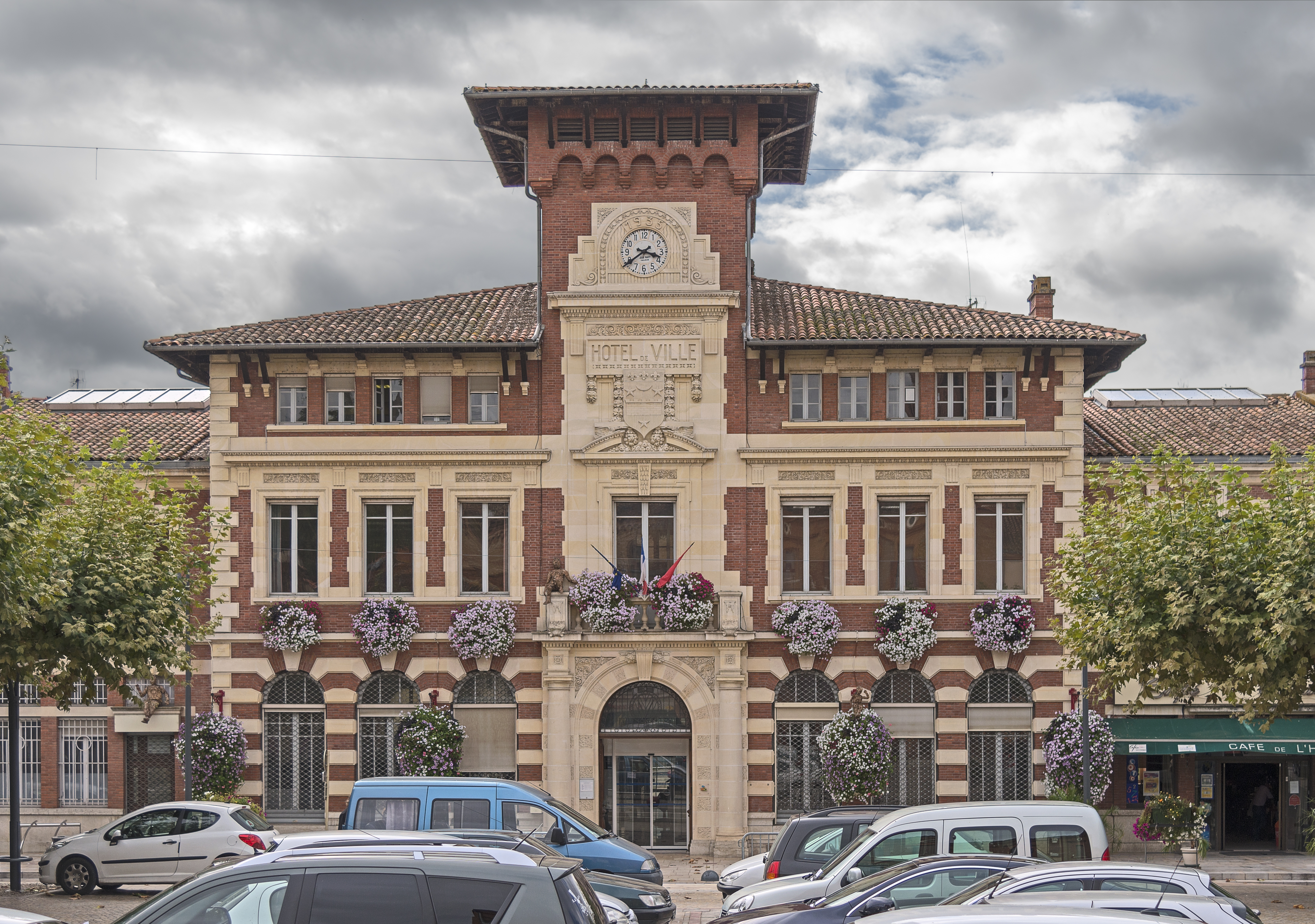
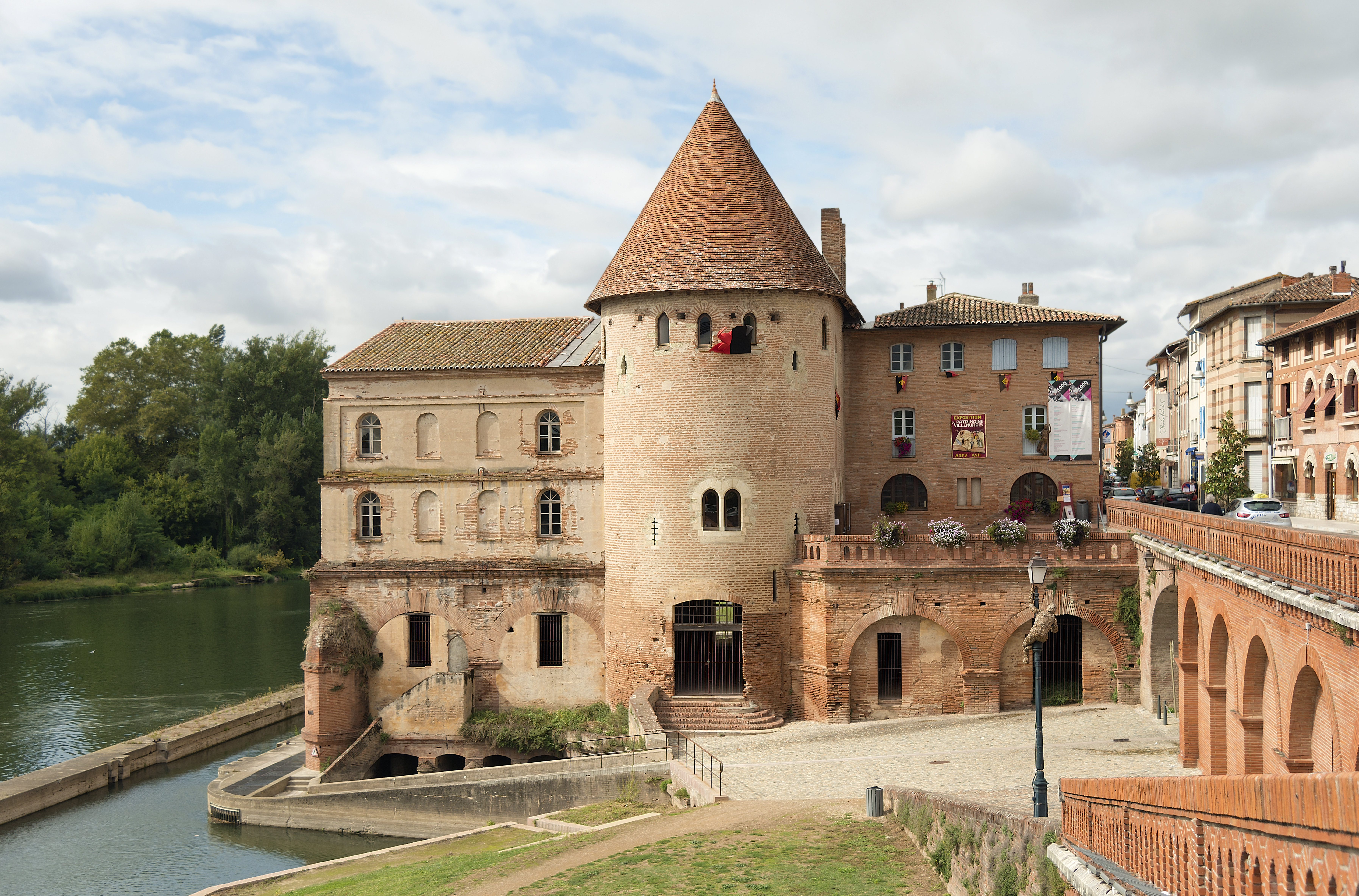

- Tập tin:Villemur-sur-Tarn l'église St Michel.jpg